# 楡木直也
楡木 直也（にれき なおや、1997年1月6日 - ）は、日本の俳優・タレント。
神奈川県出身。元DIVE'所属。身長173cm。特技は空手。愛称はれっきー。

## 略歴
ワタナベエンターテイメントスクールのマルチタレントコース（18期生）出身。2013年11月、ワタナベエンターテインメント主催のD-BOYSオーディション 10thファイナルにて、グランプリおよびnon-no賞・ドラマ賞を受賞と、D-BOYオーディション史上初の三冠を獲得する。
2014年1月、『D-BOYSお正月スペシャルドラマ「巫女に恋して」』主演で俳優デビュー。同年5月より、ワタナベエンターテインメント系列の事務所DIVE'所属となる。
2015年4月に大学に進学。同年より阿久津愼太郎プロデュースの企画アイドルユニット「妖〜AYAKASHI〜」のメンバーとなる。
2016年3月をもって、学業に専念するため、所属事務所を退社。D-BOYSオーディションのグランプリ受賞者がD-BOYSに加入しなかったのは初のケースとなる。

## 出演

### テレビドラマ
- D-BOYSお正月スペシャルドラマ「巫女に恋して」（2014年1月、テレビ東京） - 直也 役[5]
- 10分な学級会（2014年1月、朝日放送）[10]
- 表参道高校合唱部! 第5話（2015年8月、TBS）

### バラエティ
- 7Days BOYS 〜ボクタチの超☆育成計画〜（2015年4月 - 6月、テレビ神奈川ほか） - 「妖〜AYAKASHI〜」メンバー

### 映画
- 1/11 じゅういちぶんのいち（2014年） - 加瀬 役
- 神話の国の子どもたち（2015年） - 海幸彦 役[11]